# فرانكلين بارك (إلينوي)
فرانكلين بارك (بالإنجليزية: Franklin Park)‏ هي قرية تقع في الولايات المتحدة في مقاطعة كوك، إلينوي. يقدر عدد سكانها بـ 18,333 نسمة .

## الموقع الجغرافي
الموقع الجغرافي للمناطق المحيطة بهذه النقطة هو كالتالي: